# Feriale Cumanum
Feriale Cumanum (CIL X 8375) — кам'яна пам'ятка з міста Куми, що містить висічений річний римський календар і датується 4–14 рр. н. е. Подібні календарі ще називають фастами (лат. Fasti).
Специфікою цього календаря, в порівнянні з іншими подібними, є те, що в ньому відзначено лише державні свята (feriae) — ці дні були призначені для поклоніння богам.  При чому, особливе місце в календарі займає богиня Веста. Складений під час правління Октавіана Августа і містить свідчення зародження імператорського культу: зокрема, календар містить благання до бога Юпітера на честь прийняття Августом фасцій, жертви на день народження Августа і дату, коли він прийняв toga virilis. Пам'ятка важлива ще тим, це одне з лише двох стародавніх джерел, яке описує перше консульство Августа.

## Текст пам'ятки і його переклад
| Відновлений текст оригіналу | Переклад | Дата         |
| --- | --- | ------------ |
| [XIIII K(alendas) Septembr(es) eo die Caesar pri]mum consulatum in[iit supplicatio 3] [3 eo die exer]citus Lepidi tradidit se Caesari suppli[c]a[tio 3]            | За 14 [днів] до вересневих календ: цього дня Цезар приступив до обов'язків свого першого консульства. (…) У цей день армія Лепіда здалася (Августу) Цезарю. Благання до (?) | 19 серпня    |
| [VIIII K(alendas) Octobr(es) n]atalis Caesaris immolatio Caesari hostia supp(l)icatio [Vestae]                                                                     | За 9 [днів] до жовтневих календ: день народження [Августа] Цезаря. Жертва Цезарю і жертва та благання до Вести                                                              | 23 вересня   |
| Nonis Octobr(ibus) Drusi Caesaris natalis supplicatio Vestae | Нони жовтня: день народження Друза Цезаря. Благання до Вести. | 7 жовтня     |
| XV K(alendas) Novembr(es) eo die Caesar togam virilem sumpsit supplicatio Spei et Iuve[ntuti]                                                                      | За 15 [днів] до листопадових календ: цього дня (Август) Цезар одягнув тогу мужності. Благання надії та молодості                                                            | 18 жовтня    |
| XVI K(alendas) Decembr(es) natalis Ti(beri) Caesaris supplicatio Vestae                                                                                            | За 16 [днів] до грудневих календ: день народження Тиберія Цезаря. Благання до Вести.                                                                                        | 16 листопада |
| XVIII K(alendas) Ianuar(ias) eo die a[r]a Fortunae Reducis dedicatast(!) quae Caesar<e=L>m [ex transmari]/nis provinci(i)s red[uxit] supplicatio Fortunae Reduci   | За 18 [днів] до січневих календ: цього дня вівтар Фортуни Повернення, яка вела (Августа) Цезаря в його поверненні з провінцій через море. Благання до Фортуни Повернення.   | 15 грудня    |
| VII Idus Ianuar(ias) e[o die Caesar] primum fasces sumpsit supp(l)icatio Iovi Sempi[terno]                                                                         | За 7 [днів] до січневих ід: цього дня (Август) Цезар вперше отримав фасції. Благання до Юпітера Семпітерна («вічного»).                                                     | 7 січня      |
| [X]VII K(alendas) Febr(uarias) eo di[e Caesar Augustu]s appellatus est supplicatio Augusto                                                                         | За 17 [днів] до лютневих календ: в цей день Цезар отримав ім'я Август. Благання до Августа.                                                                                 | 16 січня     |
| [III K(alendas) Febr(uarias) eo die ara Pacis dedicata] est supplicatio Imperio Caesaris Augusti custo[dis] [i(mperii) R(omani) 3]m                                | За 3 [дні] до лютневих календ: того дня вівтар, присвячений Миру. Благання до імператора Цезаря Августа                                                                     | 30 січня     |
| [pr(idie) Non(as) Mart(ias) eo die Caesar Aug(ustus) pont(ifex) ma]ximus creatus est supplicat(i)o Vestae dis pub(licis) P(enatibus) p(opuli) R(omani) Q(uiritium) | Напередодні березневих нон: у цей день Цезар Август став Великим Понтифіком. Благання до Вести та публічного покаяння римського народу, квіритів                            | 6 березня    |
| [XVII k(alendas) Mai(as) eo die Caesar primum vicit suppli]catio Victoriae Augustae                                                                                | [За 17 днів до травневих календ: того для Цезар вперше здобув перемогу.] Благання до божественної Вікторії                                                                  | 15 квітня?   |
| [XVI K(alendas) Mai(as) eo die Caesar primum imperator app]ellatus est supplicatio Felicitati imperi(i)                                                            | [За 17 днів до травневих календ: того дня Цезар вперше звернувся] з благання за щастя в імперії                                                                             | 16 квітня?   |
| [IIII Id(us) Mai(as) eo die aedes Martis dedicatast(?) supplica]tio Molibus Martis                                                                                 | [За 4 дні до травневих ід: цей день присвячений] благанням до Molae Марса                                                                                                   | 12 травня?   |
| [VIIII K(alendas) Iun(ias) natalis Germanici Caesaris supp]licatio Vestae                                                                                          | [За 8 днів до червневих календ: день народження Германіка Цезаря]. Благання до Вести                                                                                        | 17 травня?   |
| [3 supplicatio 3]i Marti Ultori Veneri [Genetrici] | благання до Марса і Венери | ?            |
| [3 suppli]catio Iovi | благання до Юпітера | ?            |